# Сарысай (Северо-Казахстанская область)
Сарысай (каз. Сарысай) — село в Айыртауском районе Северо-Казахстанской области Казахстана. Входит в состав Украинского сельского округа. Код КАТО — 593251700.

## География
Находится примерно в 32 км к юго-западу от села Саумалколь, административного центра района, на высоте 286 метров над уровнем моря. Код КАТО — 593251500.

## Население
В 1999 году население села составляло 182 человека (88 мужчин и 94 женщины). По данным переписи 2009 года, в селе проживало 150 человек (74 мужчины и 76 женщин).